# Мацілі
Мацілі (груз. მაცილი) — в грузинській нижчій міфології — злі духи.
За переказами, мацілі мали місцем свого пристанища нижній світ. Але ночами ці злі духи пробиралися в світ людей. Мацілі були виключно злобливими. Вони лякали подорожніх і мисливців, збиваючи їх з шляху, вбивали немовлят, зачаровували людей і худобу. Згідно з міфами, мацілі винищував герой Копала своїми палицею і стрілами, пущеними з лука.
Мати мацілі іноді іменувалася також «матір'ю девів». В хевсурському селищі Рошка їй була присвячена молитовня, в якій жінки приносили в жертву тварин.